# Что приносит Луна
«Что приносит луна» (англ. What the Moon Brings; также «Что вызывает луна» или «При свете луны») — короткий рассказ, фрагмент из черновика американского писателя Говарда Филлипса Лавкрафта, написанный 5 июня 1922 года. Впервые опубликован в журнале The National Amateur в мае 1923 года. Рассказ не был завершён, вероятно, он должен был соединить истории из «Цикла снов». История основана на одном из снов Лавкрафта, что стало общей техникой для его произведений.

## Сюжет
Рассказчик, чьё имя не называется, ощущает, что Луна может перенести его в Иной мир, — Страну снов. Открыв тайну мистической силы лунного света, он идёт на прогулку по городу. Зайдя в сад, он ощущает преображения вокруг:
На воде была непривычная рябь, слегка подернутая жёлтым светом луны, будто, воду уносило течение к неизвестным океанам, которым не нашлось места в нашем мире. Белые цветы лотоса, сторонящиеся берегов, срывались дурманящим ночным ветром один за другим и, кружась, в отчаянии, падали в поток оглядываясь назад со зловещим смирением спокойных, мертвых лиц.
Рассказчик видит, что сад стал столь огромным, что ему нет конца, а там, где раньше стояли стены, появилось множество растений, ужасных каменных идолов и пагод. Поток волшебных цветов направляет его к побережью безымянного моря (англ. Nameless sea). Он видит в воде шпили белых колонн, украшенные зелёными водорослями и башни затонувшего города (англ. Dripping city), куда прибывают все мёртвые. В небе кружит кондор, будто говорит с ним, а в воде плавают морские черви. Рассказчик ощущает жуткий холод и осознаёт, что часть огромного рифа, чей край он всё это время видел, на самом деле чёрная базальтовая корона ужасающе гигантского создания. Сперва из воды поднимается огромный лоб, а затем и его лицо. Его копыта, должно быть, топтали ил милями ниже. 
Ранее скрытое лицо поднялось из вод, и его глаза скользнули прочь от той пристально глядящей, предательской, жёлтой луны и посмотрели на меня. Дабы избежать этого безжалостного создания, я с наслаждением, решительно погрузился в смердящие воды, где среди поросших сорняками стен и затонувших улиц толстые морские черви пировали на трупе мира.

## Персонажи
- Рассказчик — сновидец, который боится света луны и был призван в Страну снов против своей воли. Попав под телепатическое воздействие, он топился, не в силах управлять собой.

- Гигантский монстр (Monstrous gigant) — существо невероятно огромных размеров, которое обитает в океане Страны снов. Поначалу рассказчик принял его за руины затонувшего города, но вскоре понял, что риф является на самом деле чёрной базальтовой короной гигантского чудища.

## Связь с другими произведениями
- В рассказе «Белый корабль» герой говорил с Древним богом через океан, который звал его в Страну снов, где он предстал в образе синей птицы.
- В рассказе «Ужас на Мартинз Бич» описан такой же случай телепатического воздействия некоего подводного существа, которое напало на город Глостер.
- В рассказе «Зов Ктулху» описан город Р’льех, где появляется Великий Ктулху, который телепатически воздействовал на целый корабль.
- В повести «Сомнамбулический поиск неведомого Кадата» упоминаются руины затонувшего города.